# ايسيدرو أيورا
ايسيدرو أيورا (بالإسبانية: Isidro Ayora)‏ (و. 1879 – 1978 م) هو سياسي، وبروفيسور (أستاذ جامعي) من الإكوادور .